# Cynegetis impunctata
Cynegetis impunctata – gatunek chrząszcza z rodziny biedronkowatych i plemienia Epilachnini.

## Taksonomia
Gatunek ten opisany został po raz pierwszy w 1767 roku przez Karola Linneusza pod nazwą Coccinella impunctata. W rodzaju Cynegetis umieszczony został w 1836 roku przez Auguste’a Chevrolata w publikacji autorstwa Pierre’a F.M.A. Dejeana, a gatunkiem typowym tegoż rodzaju wyznaczony został w 1874 roku przez George’a Roberta Crotcha.

## Morfologia
Chrząszcz o prawie półkulistym, nieco ku tyłowi spiczastym ciele długości od 3 do 4 mm. Głowa jest czarna, co odróżnia go od stosunkowo podobnej owełnicy lucernianki. Żuwaczki nie mają zęba dodatkowego u nasady. Przedplecze jest co najwyżej nieco węższe od pokryw i ma boki prawie równoległe, słabo zbieżne ku przodowi. Pokrywy mają ostre kąty przednie i pozbawione są guzów barkowych. Powierzchnia pokryw pokryta jest punktami dwóch różnych rozmiarów. Barwa tła przedplecza i pokryw jest brunatnoczerwona, ciemna. Na środku przedplecza może występować czarna plama, która może się rozlewać na większą część przedplecza. Pokrywy zwykle są pozbawione plam, rzadko nieregularnie plamkowane. Skrzydła drugiej pary nie występują. Spód ciała jest silnie przyciemniony. Stopy cechują pazurki bez rozdwojenia na końcu i z zębopodobnym rozszerzeniem u podstawy.
Od C. chinensis gatunek ten różni się ubarwieniem pokryw oraz wydłużonym siódmym członem czułków. Od C. syriaca odróżniają go haczykowate i silniej zesklerotyzowane żuwki wewnętrzne, barwa głowy, a w przypadku samców także rozdwojony wierzchołek prącia.

## Ekologia i występowanie
Biedronkowate te zasiedlają suche stanowiska graniczące z podmokłymi łąkami, torfowiskami, łęgami i pobrzeżami wód. Zarówno larwy jak i owady dorosłe żerują na różnych trawach, w tym z takich gatunków jak stokłosa miękka, perz właściwy, rajgras wyniosły, kupkówka pospolita czy wiechlina łąkowa. W warunkach laboratoryjnych dawały się też hodować na pszenicy zwyczajnej i jęczmieniu zwyczajnym, ale żadna z tych roślin nie była przez nie preferowana, stąd nie stanowią one zagrożenia gospodarczego w przeciwieństwie do niektórych przedstawicieli pokrewnych rodzajów Epilachna i Henosepilachna.
Owady dorosłe są nielatające, toteż mają niską siłę dyspersyjną i występowanie tego gatunku ma często charakter lokalny.
Owad rozprzestrzeniony od rejonów górzystych Europy Południowej przez Europę Środkową po południe Europy Północnej, a ponadto podawany z azjatyckiej części Palearktyki. W Europie znany z Hiszpanii, Francji, Szwajcarii, Austrii, Belgii, Niemiec, Danii, Szwecji, Norwegii, Finlandii, Polski, Czech, Słowacji, Węgier, Rumunii, Bułgarii, Rosji, Włoch oraz Bośni i Hercegowiny. W Polsce rozsiedlony jest bardzo lokalnie, ale poszczególne populacje bywają liczebne.

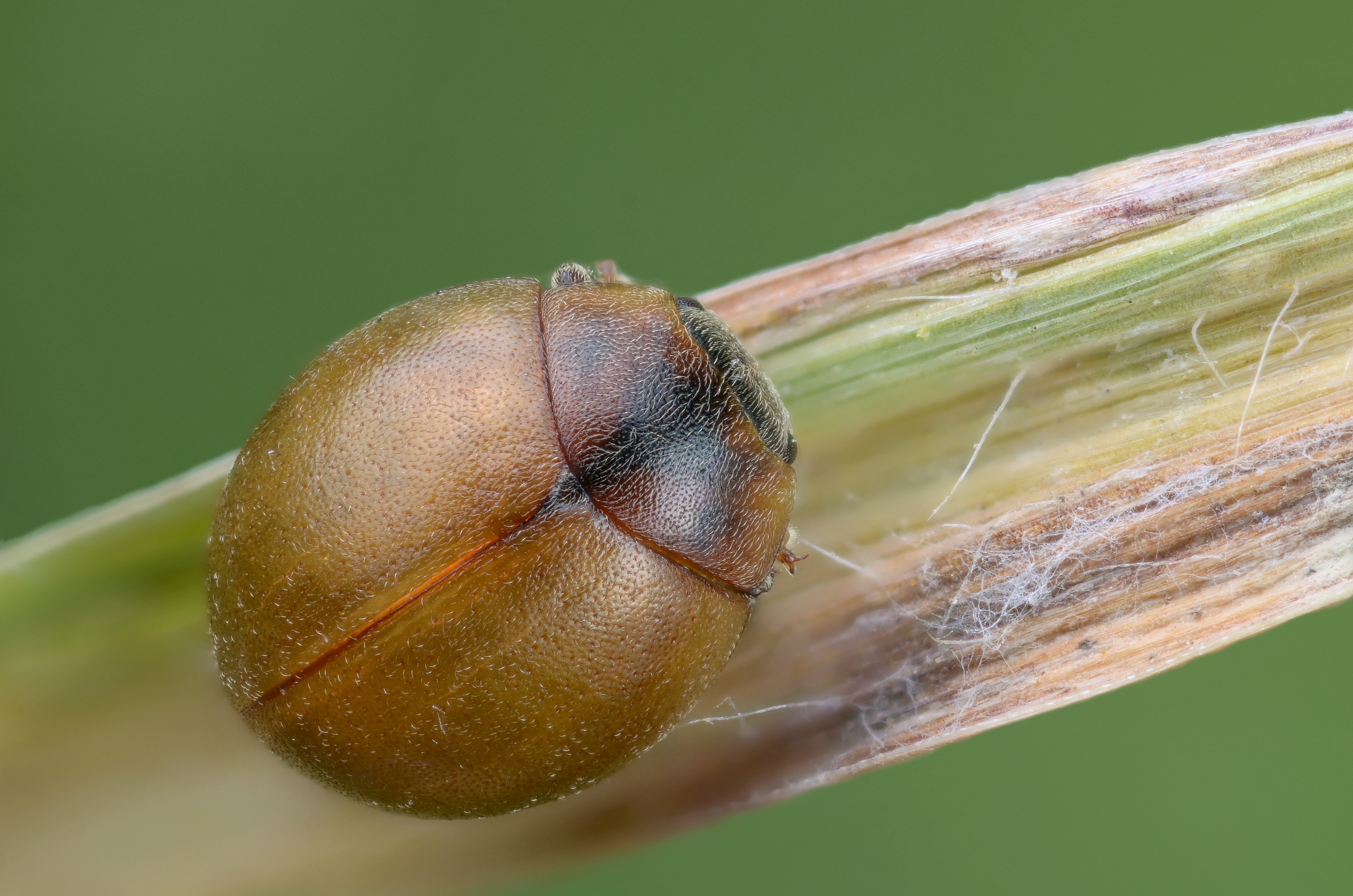
Owad dorosły, widok z góry
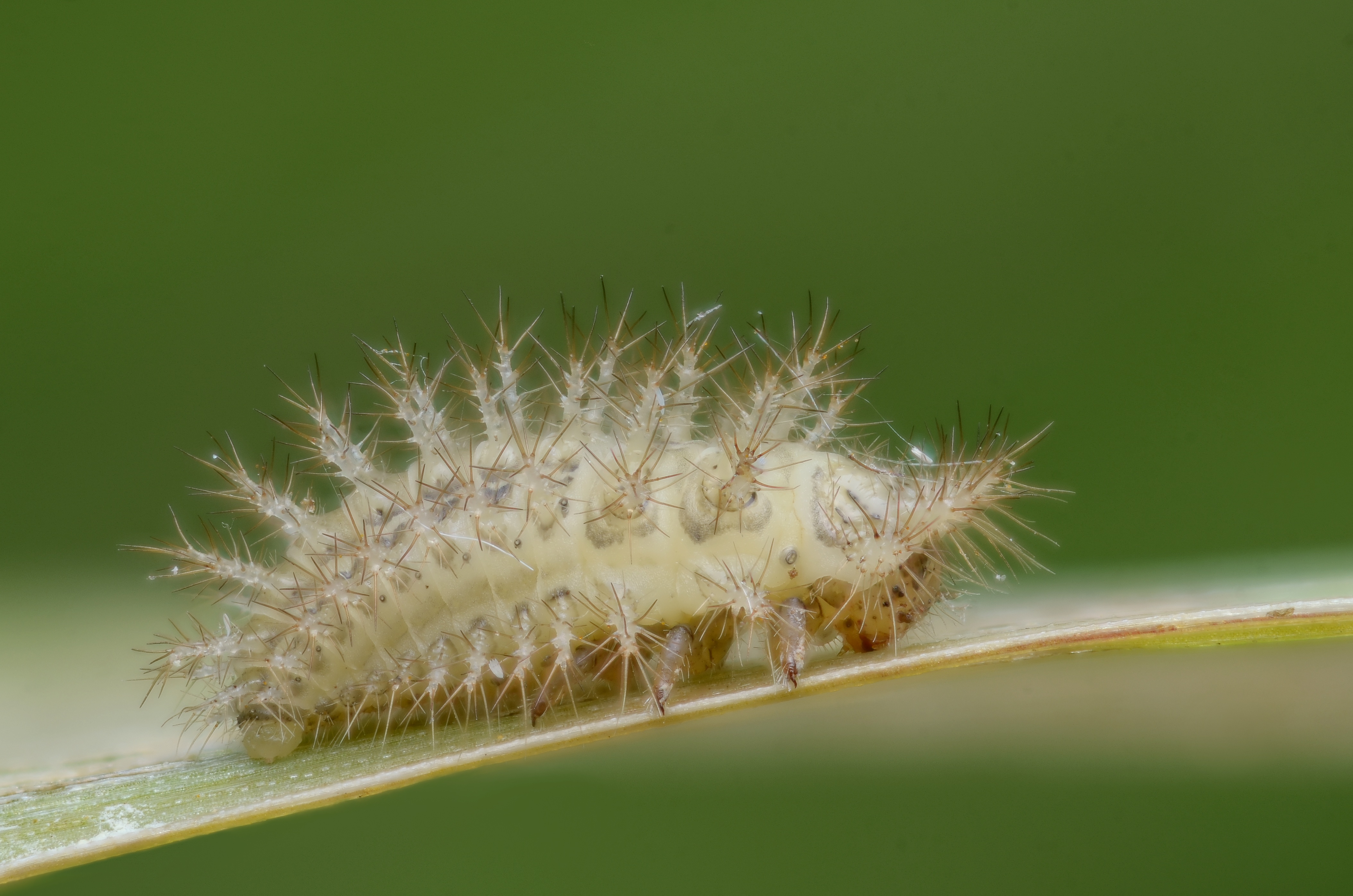
Larwa, widok z boku
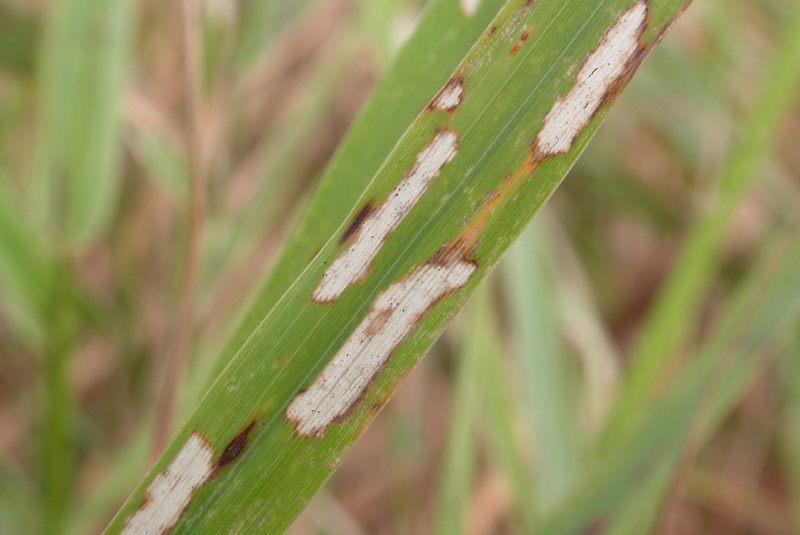
Ślady żerowania